# Tepehuan
|  | No s'ha de confondre amb tepehua. |

El tepehuan o O'otham és el nom que es dona a dues llengües ameríndies de Mèxic, anomenats tepehuan del sud i tepehuan del nord, que malgrat les similitud de la denominació han de considerar-se dues llengües diferents. D'acord amb el cens 2009 de l'INEGI hi ha prop de 21.720 parlants a Durango entre el tepehuan del nord i el tepehuan del sud. El terme tepehuan deriva del nàhuatl 'gent de les muntanyes'.
El tepehuan no ha de ser confós amb el tepehua una llengua de la família lingüística totonacana que no té relació amb el tepehuan.

## Classificació
Les llengües tepehuanes són membres del grup tepiman de les llengües uto-asteques. El grup tepiman està format per cinc llengües: el tepehuan del sud, el tepehuan del nord, el pima, el papago i l'extint tepecano.

### Tepehuan del nord
El tepehuan del nord és parlat per unes 8 mil persones pels tepehuans (cens de 1990) al sud de l'estat de Chihuahua.

### Tepehuan del sud
Existeixen nombroses varietats de tepehuan del sud que es divideixen en els dialectes del sorts i dialectes del sud-oest:
- El tepehuan del sud-est parlat per unes 9 mil persones (2000 WCD) al municipi del Mezquital a l'estat de Durango. El tepehuán del sud coexisteix amb el nàhuatl mexicanero i hi ha cert nombre de matrimonis mixts entre els dos grups, per la qual cosa hi ha parlants trilingües en mexicanero, tepehúan i espanyol. El principal centre de població el Ejido de Santa María Ocotán i Xonostle (municipi del Mezquital) en el cor de la Sierra Madre Occidental, tot el territori està envoltat d'una regió muntanyenca dins de la qual hi ha diverses valls de tributaris del Mezquital i l'Huazamota habitats pels tepehuans.
- El tepehuan del sud-oest és parlat per unes 8 mil persones al sud-oest de Durango. El principal centre poblacional està al municipi de Pueblo Nuevo.

Existeix un alt grau d'intel·ligibilitat entre les dues variants de tepehuan del sud.

## Ús en els mitjans de comunicació
Hi ha programes de ràdio en tepehuan a les emissores de ràdio XEJMN-AM de Jesús María (Nayarit) i XETAR a Guachochi, Chihuahua patrocinades per la CNDPI

## Descripció gramatical
En 2005 el lingüista Thomas L. Willett de SIL International va publicar una gramàtica del tepehuan del sud, sent la primera en el seu tipus per a aquesta llengua. Prèviament en 1991 havia publicat una versió menys extensa. Recentment també han aparegut altres treballs sobre la llengua escrits per autors tepehuans: Costumbres y tradiciones tepehuanas i Diccionario Tepehuán-Español i Español-Tepehuán tots dos publicats en 2009 per l'Associació Mexicana d'Escriptors Indígenes A. de C. i Indesol.

### Fonologia
L'inventari consonàntic del tepehuan del sud-est:
|                 | Labial | Alveolar | Palatal | Velar | Glotal |
| --------------- | ------ | -------- | ------- | ----- | ------ |
| oclusiva sorda  | p      | t        | t       | k     | ʔ      |
| oclusiva sonora | b      | d        | d       | g     |        |
| fricativa       | v      | s        | s       |       | h      |
| nasal           | m      | n        | n       |       |        |
| líquida         |        | ř        | ř       |       |        |
| aproximant      |        |          | y       |       |        |

Els fonemes /t, d, s, n, ř/ tenen com al·lòfon més usual [t, d, s, n, ř] encara que en l'entorn de /i/ (o en contactr amb una consonane palatalitzada) tenen un al·lòfon palatal [ʧ, ʤ, ʃ, ɲ, g͡lʲ]. Això dona lloc a alternances complicades com aquestes:
| Fonologia                 | Fonètica                  | GLOSSA                                                |
| ------------------------- | ------------------------- | ----------------------------------------------------- |
| / daaka-n / / hin-daaka / | [ ˈdaːkaʔn ] [ hiɲˈʤaːk ] | 'el seu nas' 'el meu nas'                             |
| / toona-n / / hin-toona / | [ ˈtoːnaʔn ] [ hiɲˈʧoːn ] | 'la seva cama/peu' 'la meva cama/peu'                 |
| / novi-n / / hin-novi /   | [ noˈviʔɲ ] [ hiɲˈɲoːf ]  | 'el seu braç/mà' 'el meu braç/mà'                     |
| / hum-soiʔ / / hin-soiʔ / | [ humˈsoiʔ ] [ hiɲˈʃoiʔ ] | 'el teu animal [domèstic]' 'el meu animal [domèstic]' |

Pel que fa a les vocals en tenen cinc: tancada anterior /i/, tancades posteriors /u, ɯ/, mitjanes posteriors /o, ʌ/, oberta /a/.
L'inventari consonàntic del tepehuan del nord és similar al del tepehuan del sud encara que té alguns elements més que el tepehuan del sur:
|                 | Labial | Alveolar | Palatal | Velar | Glotal |
| --------------- | ------ | -------- | ------- | ----- | ------ |
| oclusiva sorda  | p      | t        | ty      | k     | ʔ      |
| oclusiva sonora | b      | d        | dy      | g     |        |
| africada        |        |          | č       |       |        |
| fricativa       | v      | s        | š       | x     |        |
| nasal           | m      | n        | ñ       |       |        |
| líquida         |        | l, r     |         |       |        |
| aproximant      |        |          | y       |       |        |

De la mateixa manera que en tepehuan del sud els fonemes /t, d, s, n/ poseixen al·lòfons palatals en l'entorn d'/i/ i en aquest entorn no existeix oposició fonèmica amb els fonemes palatals /ty, dy, š, ñ/.
El sistema vocàlic consta de 5 vocals: /i, i, u, o, a/.